# Internet Tablet

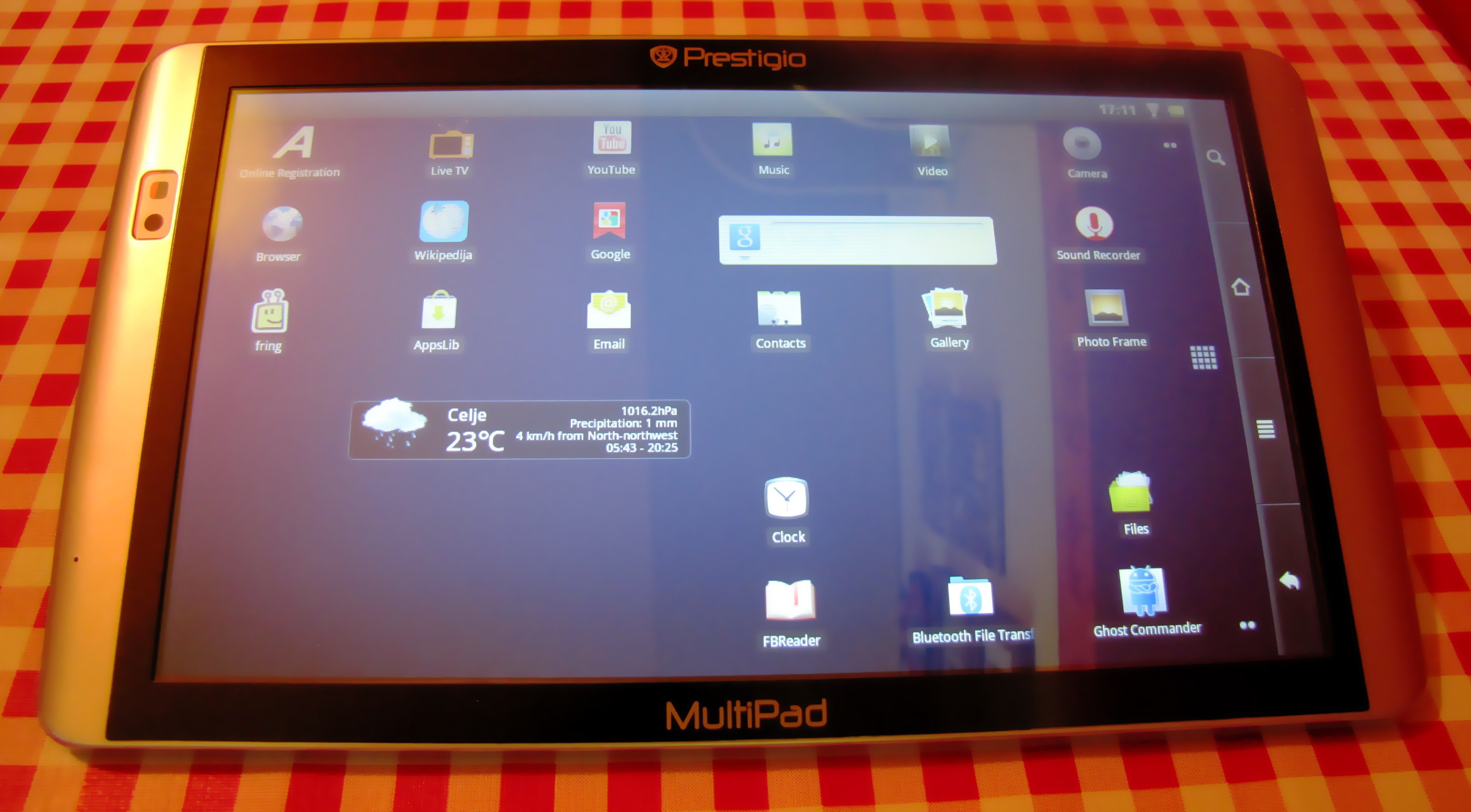
Esempio di Internet Tablet

Internet Tablet (Web Tablet, Pad Tablet, web-pad, Surfpad) è il nome di una gamma di dispositivi Internet mobile studiati appositamente sulle caratteristiche di Internet e dei media, questi dispositivi cadono nel range tra un personal digital assistant (PDA), un Ultra Mobile PC (UMPC) e del Mobile Internet Device (MID).

## Sistemi operativi

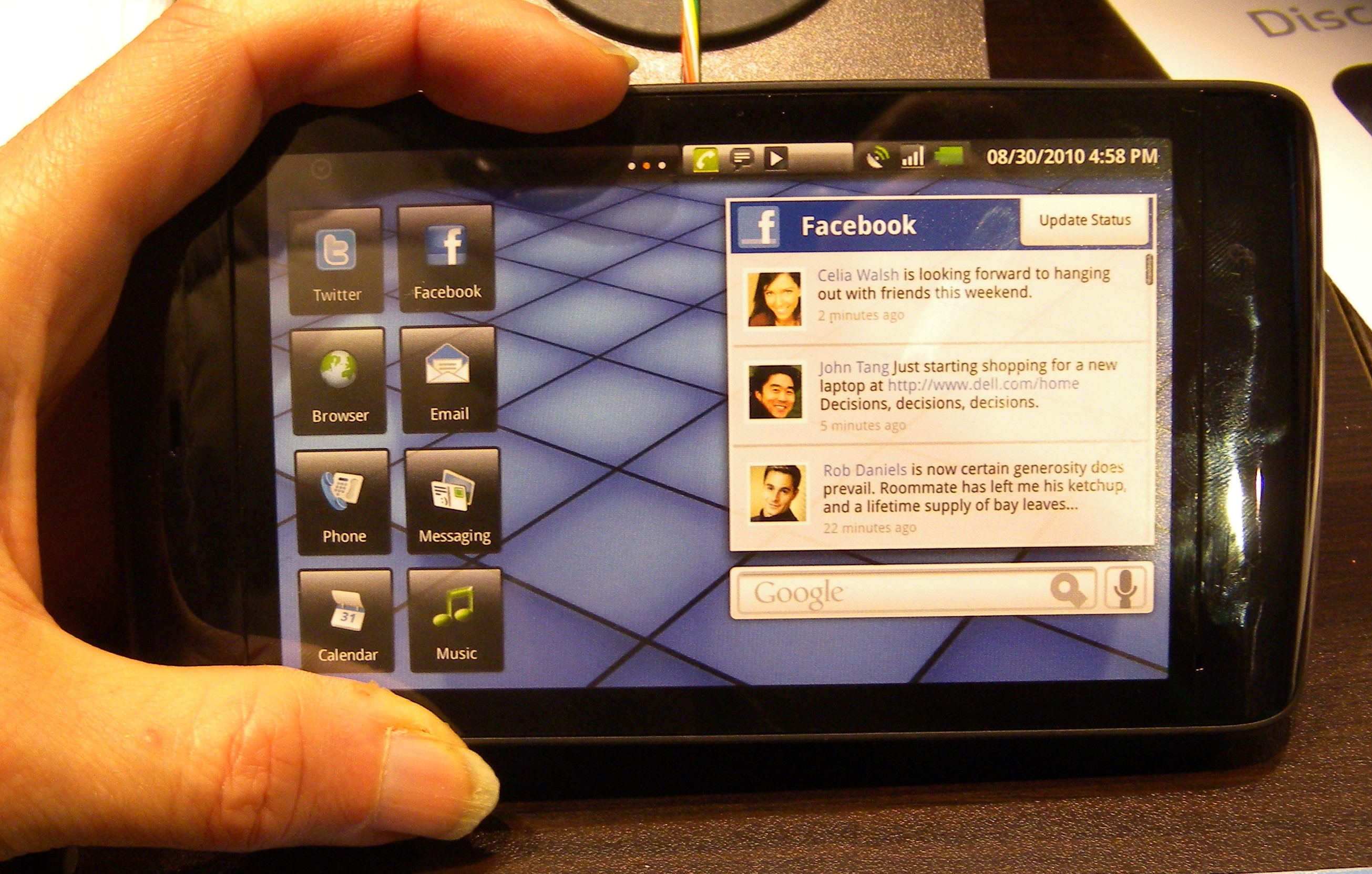
Esempio di Internet Tablet

I Tablet Internet possono eseguire una vasta gamma di sistemi operativi, alcuni dei primi prototipi (inizio del 2000), sono stati fatti da Be Incorporated e il loro sistema operativo BeIA, e QNX.
- iOS
- Google Android (Linux)
- Google Chrome OS
- Hewlett-Packard webOS
- RIM BlackBerry Tablet OS (QNX Neutrino)
- Intel / Nokia MeeGo (Linux)
- Nokia Maemo (Linux)
- Microsoft Windows CE per MID